# Järnvägsbron, Riga

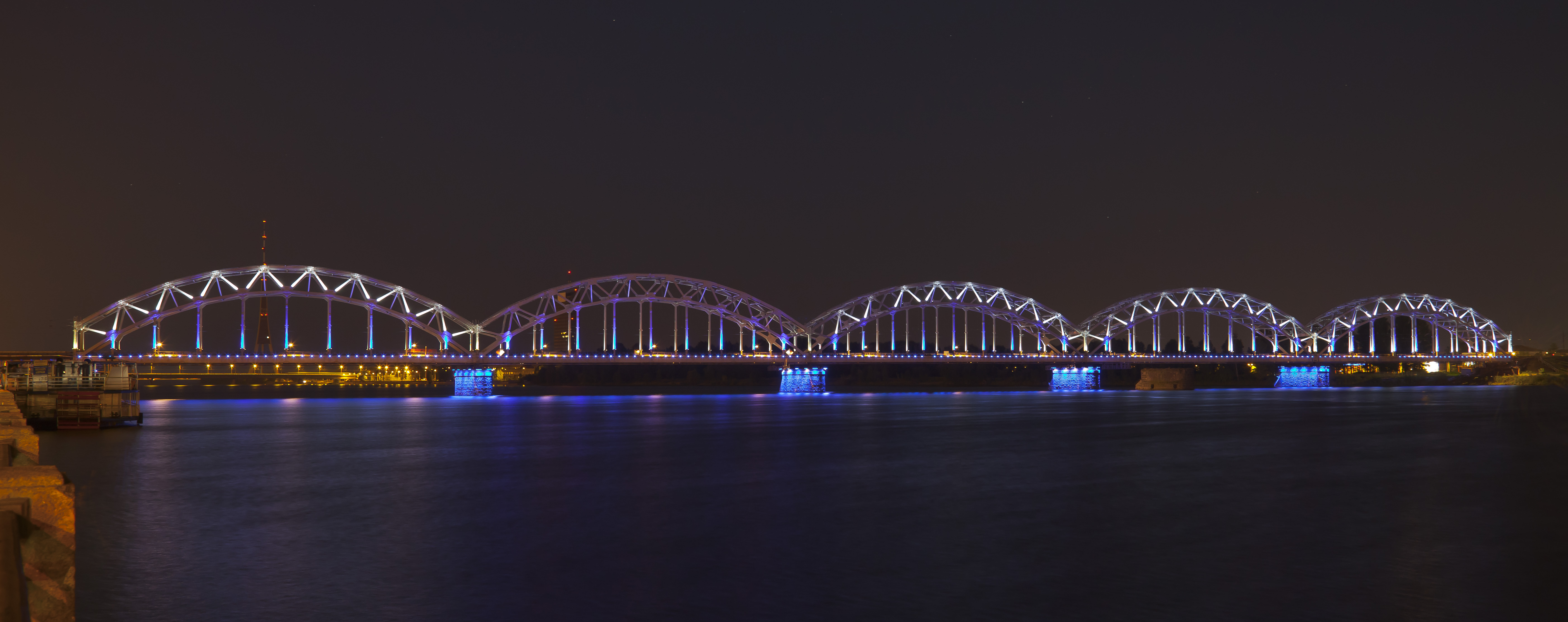
Järnvägsbron med fasadbelysning en helgdag

Järnvägsbron (lettiska: Dzelzceļa tilts) i Riga i Lettland är en bro  över floden Daugava och ön Zaķusala. Bron invigdes den 8 april 1914 och bärs upp av tio bropelare, varav åtta står i floden.

## Historik
Planeringen av Järnvägsbron påbörjades 1902, men bron byggdes först 1909–1914. För att inte hindra sjöfart på Daugava hade bron klaffar som kunde höjas med hjälp av två elektriska motorer på omkring 45 hästkrafter. Under första världskriget sprängdes klaffarna av retirerande ryska trupper, varefter den reparerades under den tyska Ober Ost-ockupationen. Under andra världskriget sprängdes bron och några av bropelarna igen 1944, denna gång av retirerande tyska soldater. Återuppbyggnaden påbörjades samma år genom byggande av en provisorisk timmerbro. Återuppbyggandet genomfördes helt till 1955.
Parallellt med Järnvägsbron fanns tidigare Järnbron, eller Zemgalebron. Denna bro sprängdes också under andra världskriget, men återuppbyggdes inte, och endast två bropelare finns kvar i Daugava som minne.
År 2007 installerade Riga stad fasadbelysning av bron. Belysningen skiftar beroende på om det är vardag eller helgdag. Vardagar är ljuset blått, medan det på helgdagar har Rigas bägge färger blått och vitt.

## Fotogalleri

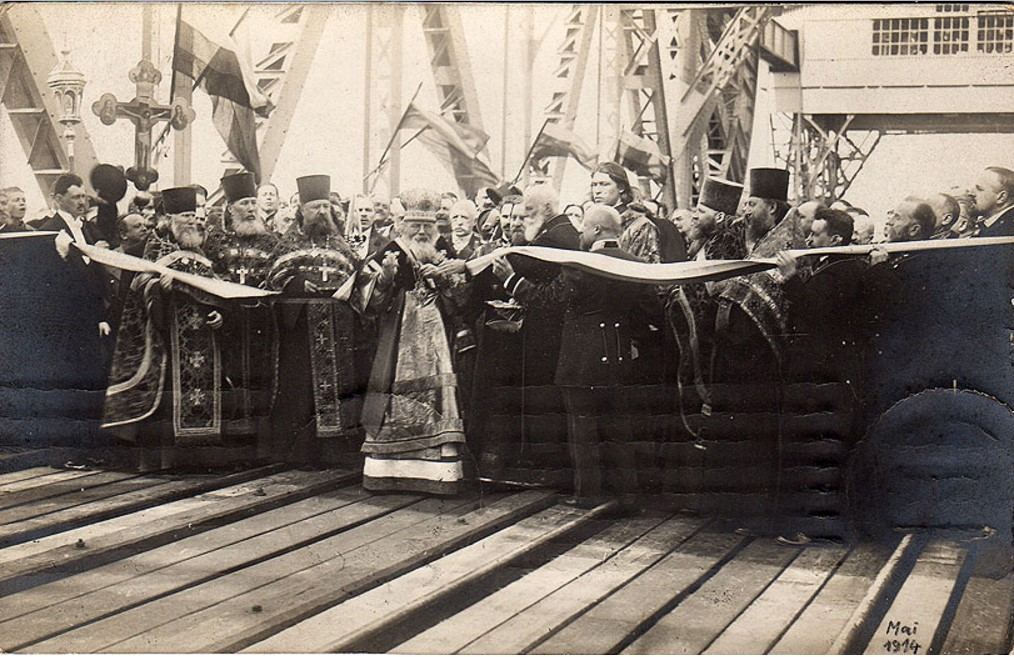
Invigning av järnvägsbron 1914
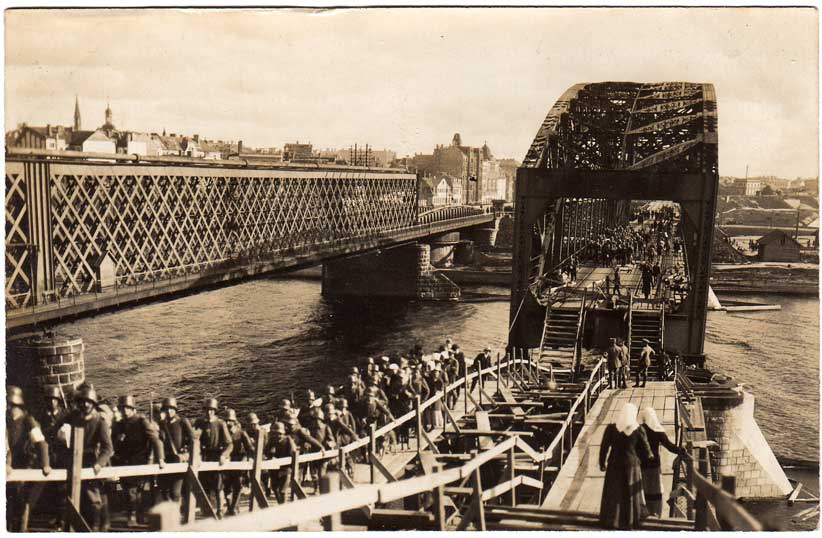
Tyska trupper marscherar över Järnvägsbron 1917